# Lijst van burgemeesters van Wedde
Dit is een lijst van burgemeesters van de Nederlandse gemeente Wedde in de provincie Groningen tot de samenvoeging in 1968 met de gemeente Bellingwolde tot de nieuwe gemeente Bellingwedde
| Ambtsperiode | Naam burgemeester                | Partij of stroming | Bijzonderheden                                                                           |
| ------------ | -------------------------------- | ------------------ | ---------------------------------------------------------------------------------------- |
| 1811 - 1856  | Sixtus Gerhardus Eckringa        |                    |                                                                                          |
| 1856 - 1859  | mr. Eduard Koning                |                    |                                                                                          |
| 1859 - 1876  | Eilardus Meurs                   |                    |                                                                                          |
| 1876 - 1877  | Evert Buttinger                  |                    | werd burgemeester van Zuidhorn                                                           |
| 1877 - 1879  | Johannes Jacobus Cannegieter     |                    | werd burgemeester van Ferwerderadeel                                                     |
| 1879 - 1895  | Albertus Petrus ter Meulen       |                    | was burgemeester van Aduard, tevens burgemeester van Bellingwolde, ovl. 15 februari 1895 |
| 1895 - 1911  | Simon Pompeus ter Cock           |                    | ovl. 11 juni 1911                                                                        |
| 1911 - 1935  | Harm Pieter Herman Waalkens      |                    |                                                                                          |
| 1935 - 1946  | Hendrik Waalkens jr.             |                    | werd burgemeester van Vlagtwedde                                                         |
| 1946 - 1952  | Berend (B.) Nauta                | PvdA               | werd burgemeester van Harlingen                                                          |
| 1952 - 1962  | mr. Theunis Pieter (Theun) Zwart | PvdA               | werd burgemeester van Leek                                                               |
| 1963 - 1966  | mr. Jacob Paul Boersma           | PvdA               | was raadslid van Groningen, werd burgemeester van Brouwershaven                          |
| 1966? - 1968 | H.J. Eijsink                     | PvdA               | waarnemend, tevens burgemeester van Bellingwolde                                         |